# III. Chlothar frank király
III. Chlothar (652 – 673. március 10./11.) frank király Neustriában 657-től 662-ig, Burgundia királya 662-től haláláig. Ebrïon neustriai majordomus befolyása alatt uralkodott.
II. Klodvig és Bathilde legidősebb fia. Édesapja halála után (656) édesanyja gyámnoksága alatt a frankok királya lett. 664-ben vagy 665-ben Bathilde kolostorba vonult, az országnagyok pedig Ebroint tették mellé majordomusnak. Ő kiváló eréllyel dolgozott azon, hogy a korona és a majordomus tekintélye emelkedjék. Chlothar valójában azonban a haláláig Ebroinnak volt a bábja.